# Prefettura apostolica dell'Azerbaigian
La prefettura apostolica dell'Azerbaigian (in latino Praefectura Apostolica Azerbaigianiensis) è una sede della Chiesa cattolica in Azerbaigian. Nel 2022 contava 600 battezzati su 10.000.000 di abitanti. È retta dal vescovo Vladimír Fekete, S.D.B.

## Territorio
La prefettura apostolica comprende l'intero territorio dell'Azerbaigian.
Sede prefettizia è la città di Baku, dove si trova la chiesa dell'Immacolata Concezione, unica chiesa cattolica pubblica del Paese, inaugurata nel 2007. Nella capitale sorgono anche due cappelle private all'interno delle residenze dei salesiani e delle missionarie della carità di Madre Teresa di Calcutta.
Il territorio è suddiviso in 2 parrocchie.

## Storia
La missione sui iuris di Baku fu eretta l'11 ottobre 2000, ricavandone il territorio dall'amministrazione apostolica del Caucaso dei Latini.
Il 4 agosto 2011 in virtù della bolla De iuvandis di papa Benedetto XVI la missione sui iuris è stata elevata a prefettura apostolica e ha assunto il nome di prefettura apostolica dell'Azerbaigian.
La piccola comunità cattolica azera ha ricevuto la visita apostolica di papa Giovanni Paolo II nel 2002 e di papa Francesco nel 2016.

## Cronotassi degli ordinari
Si omettono i periodi di sede vacante non superiori ai 2 anni o non storicamente accertati.
- Jozef Daniel Pravda, S.D.B. (11 ottobre 2000 - 18 luglio 2003 dimesso)
- Ján Čapla, S.D.B. (18 luglio 2003 - 5 novembre 2009 dimesso)
- Vladimír Fekete, S.D.B., dal 5 novembre 2009

## Statistiche
La prefettura apostolica nel 2022 su una popolazione di 10.000.000 di persone contava 600 battezzati.
| anno | popolazione | popolazione | popolazione | presbiteri | presbiteri | presbiteri | presbiteri                | diaconi | religiosi | religiosi | parrocchie |
| anno | battezzati  | totale      | %           | numero     | secolari   | regolari   | battezzati per presbitero | diaconi | uomini    | donne     | parrocchie |
| ---- | ----------- | ----------- | ----------- | ---------- | ---------- | ---------- | ------------------------- | ------- | --------- | --------- | ---------- |
| 2000 | 150         | ?           | ?           | 3          | 3          |            | 50                        |         |           |           | 1          |
| 2001 | 120         | 7.558.000   | 0,0         | 2          |            | 2          | 60                        |         | 3         |           | 1          |
| 2002 | 200         | 7.558.000   | 0,0         | 2          |            | 2          | 100                       |         | 3         |           | 1          |
| 2003 | 250         | 7.558.000   | 0,0         | 2          |            | 2          | 125                       |         | 3         |           | 1          |
| 2007 | 390         | 7.600.000   | 0,0         | 4          |            | 4          | 97                        | 1       | 11        | 5         | 1          |
| 2010 | 498         | 9.000.000   | 0,0         | 5          |            | 5          | 99                        |         | 7         | 5         | 1          |
| 2014 | 540         | 9.400.000   | 0,0         | 6          |            | 6          | 90                        |         | 10        | 4         | 1          |
| 2017 | 580         | 9.800.000   | 0,0         | 6          |            | 6          | 96                        |         | 10        | 7         | 1          |
| 2020 | 600         | 10.000.000  | 0,0         | 6          | 1          | 5          | 100                       |         | 8         | 9         | 1          |
| 2022 | 600         | 10.000.000  | 0,0         | 7          | 2          | 5          | 85                        |         | 8         | 9         | 2          |